# Richard Petty Motorsports

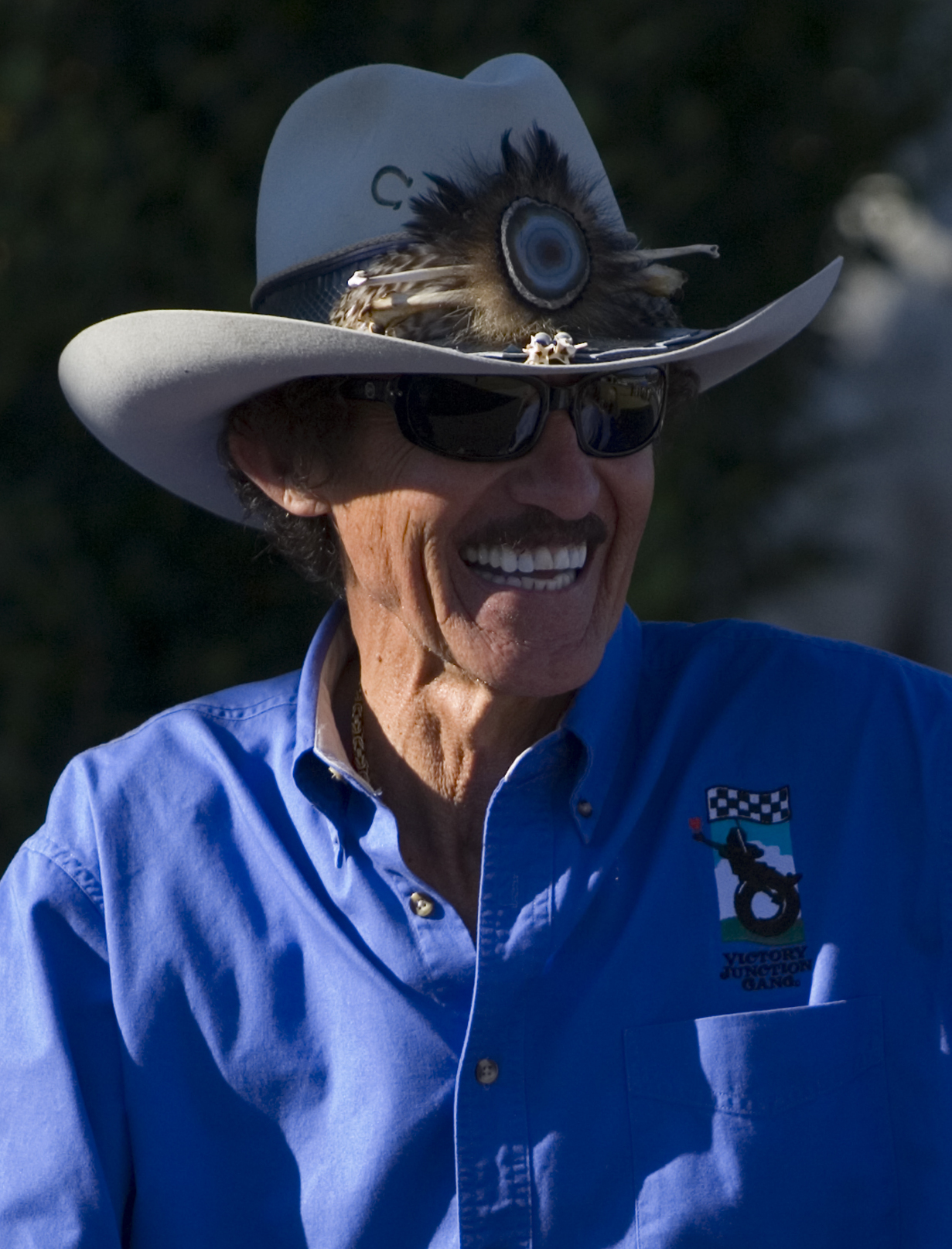
Richard Petty in 2006

Richard Petty Motorsports (RPM) es una organización estadounidense que compite en NASCAR, que tiene su sede en Concord, Carolina del Norte. Es propiedad del siete veces campeón de la Copa NASCAR Richard Petty, Douglas G. Bergeron y la compañía financiera Medallion Financial. El equipo se creó el 9 de enero de 2009, cuando la organización de George N. Gillett, Jr. y Ray Evernham, Gillett Evernham Motorsports se fusionó con Petty Enterprises. El nombre del equipo finalmente se decidió por Richard Petty Motorsports y tomaría un logotipo similar al que utilizaba Petty Enterprises. A finales de la temporada 2009, RPM anunció que iba a fusionarse con Yates Racing. 
A finales de 2010, Evernham vendió su participación restante en la operación. También en ese año, un grupo de inversión incluyendo Medallion Financial Corp., Douglas G. Bergeron y Richard Petty, firmaron y cerraron la venta de los activos de Richard Petty Motorsports. George Gillett ya no tiene participación. Richard Petty dice que RPM es "simplemente sobrevivir" después de firmar nuevos acuerdos para el año 2013.
El equipo compite actualmente en la Sprint Cup Series, con un solo vehículo, el número 43 por Darrell Wallace jr.
Actualmente compite en la Sprint Cup con chevrolet camaro (y también compitió con Dodge Charger solamente en 2009),con Ford fusión hasta 2017 y en la Nationwide Series con Ford Mustang.

## Victorias
| Copa NASCAR (5)         |                                          |                                |                |       |
| Fecha                   | Carrera                                  | Circuito                       | Piloto         | Marca |
| 21 de junio de 2009     | Toyota / Save Mart 350                   | Sonoma Raceway                 | Kasey Kahne    | Dodge |
| 6 de septiembre de 2009 | Pep Boys Auto 500                        | Atlanta Motor Speedway         | Kasey Kahne    | Dodge |
| 15 de agosto de 2011    | Heluva Good! Sour Cream Dips at The Glen | Watkins Glen                   | Marcos Ambrose | Ford  |
| 12 de agosto de 2012    | Finger Lakes 355 at the Glen             | Watkins Glen                   | Marcos Ambrose | Ford  |
| 6 de julio de 2014      | 400 Millas de Daytona                    | Daytona International Speedway | Aric Almirola  | Ford  |